# Cyanthillium cinereum
Cyanthillium cinereum es una especie de planta perenne de la familia Asteraceae que se encuentra en la mayor parte de Asia.  Es una de las Diez Flores Sagradas de Kerala.

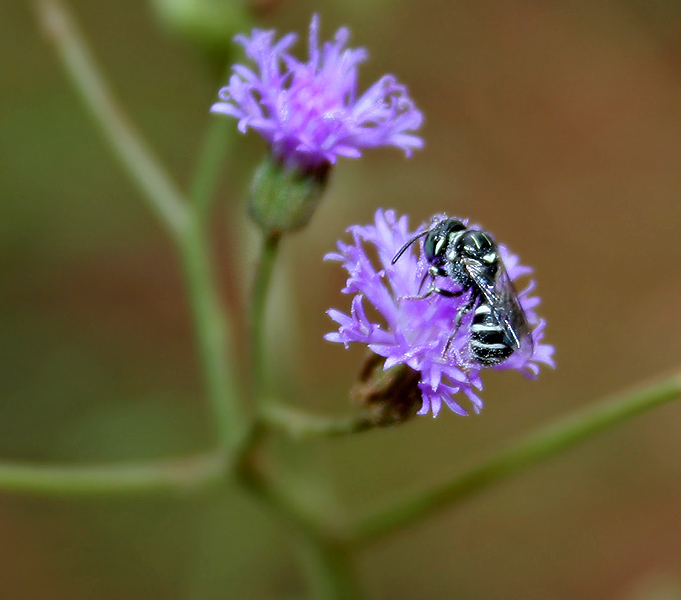
Detalle de las flores

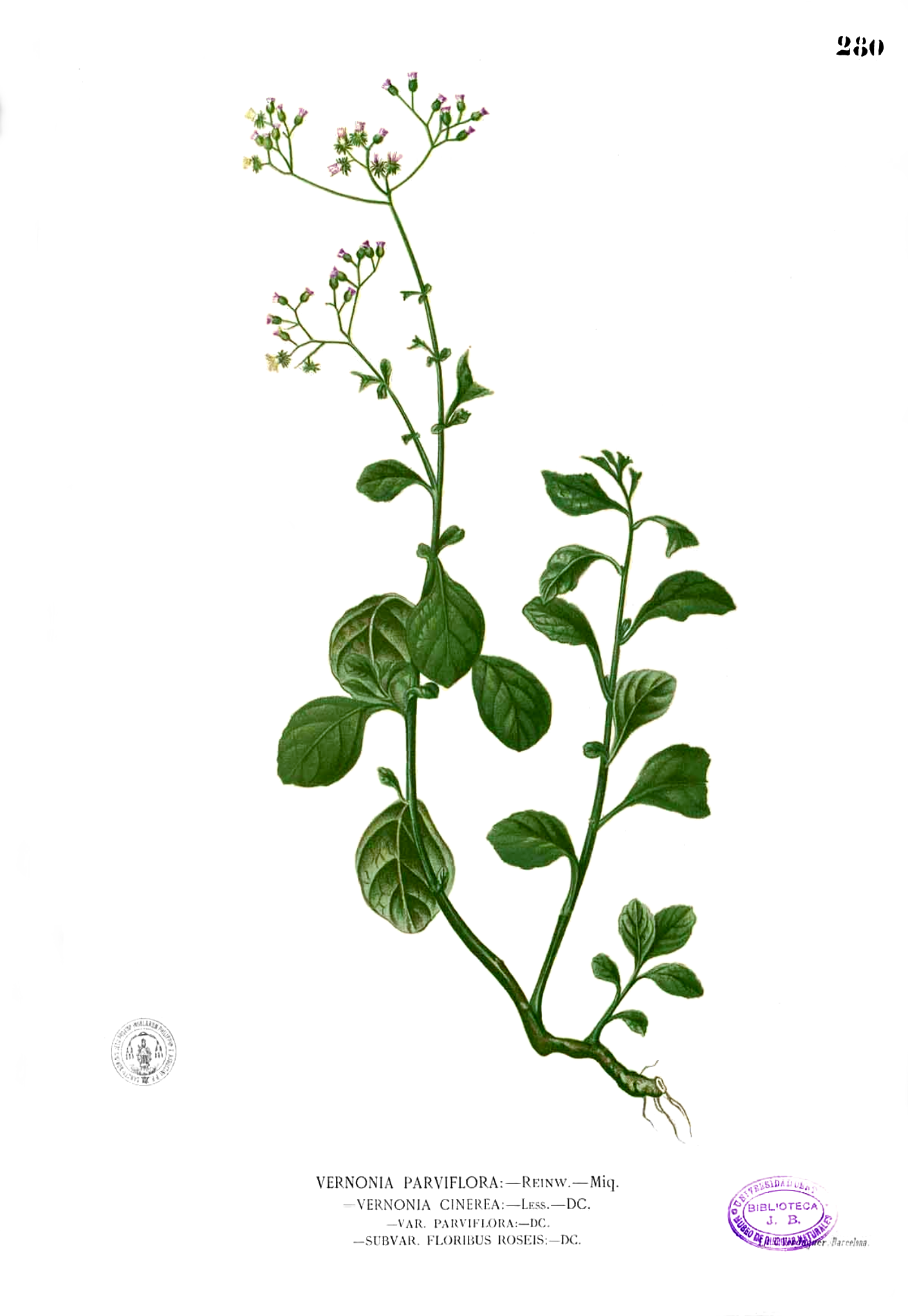
Ilustración

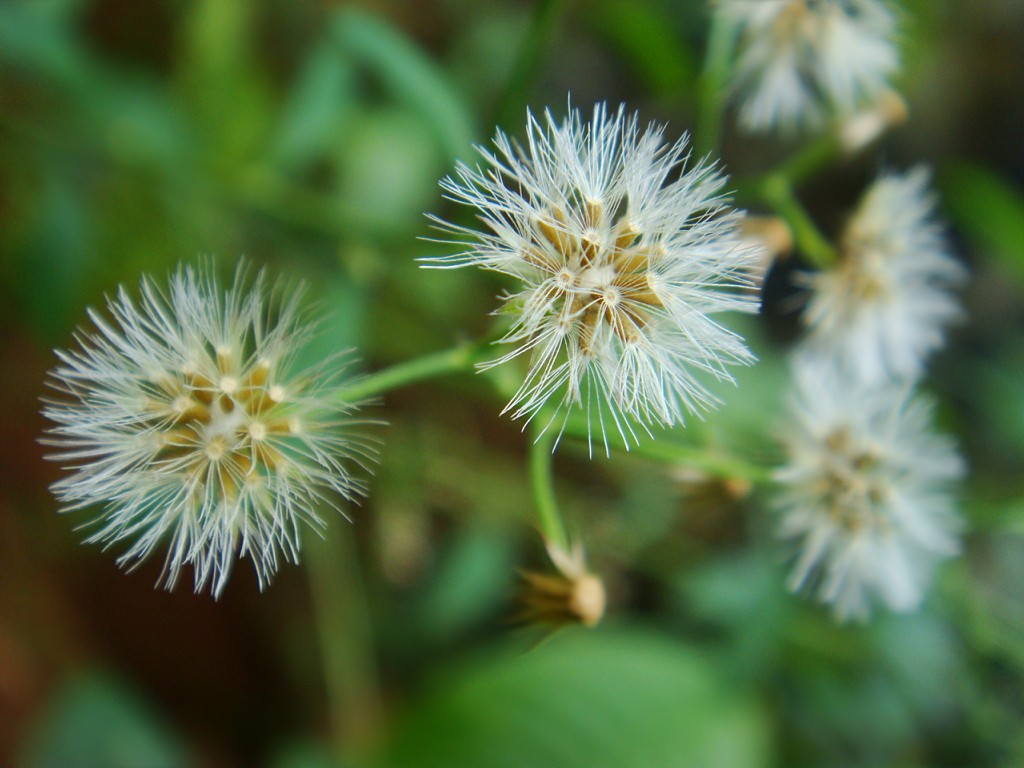
Frutos

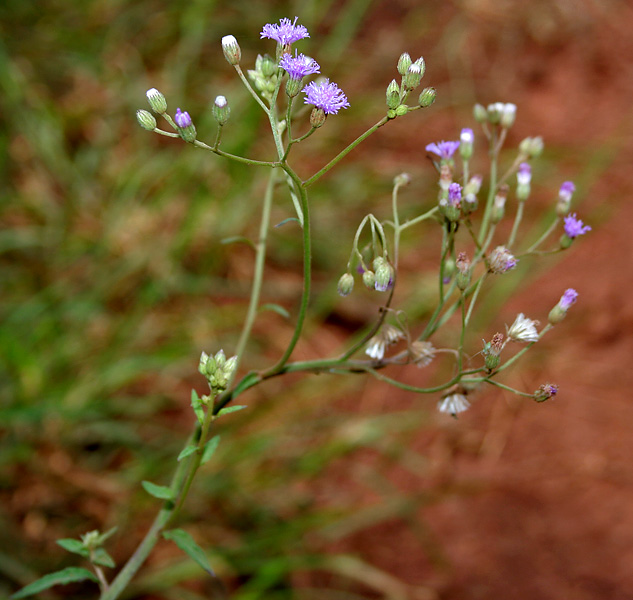
Vista de la planta

## Descripción
Son hierbas anuales, que alcanzan un tamaño de 0.3–0.6 m de alto, erectas; ramas estriadas, tomentosas con tricomas en forma de T o aplicado-pubescentes cuando jóvenes, glabrescentes. Hojas caulinares espatuladas, obovadas a ampliamente ovadas, 2–5 cm de largo y 0.5–3 cm de ancho, ápice agudo, obtuso o subagudo, base cuneada a atenuada, márgenes gruesamente dentados a remotamente dentados o sinuados, escasamente hirsutas con tricomas en forma de T en la haz, punteado-glandulares e hirsutas en el envés; pecíolos angostamente alados, 5–20 mm de largo.
Capitulescencias terminales, frecuentemente ramificadas en cimas, corimbos o panículas; capítulos con 13–23 flósculos; involucros campanulados, 4–5 mm de largo y de ancho; filarias en 3–4 series, laxa e irregularmente imbricadas, ápice acuminado a subulado o mucronado, pubescentes, purpúreas en el ápice, las exteriores linear-lanceoladas, 0.5–1 mm de largo y 0.1–0.5 mm de ancho, las internas angostamente lanceoladas, 5–5.5 mm de largo y 0.6–0.8 mm de ancho; corolas 3–4 mm de largo, purpúreas a lilas; anteras 0.6–0.8 mm de largo; estilos 3–4 mm de largo. Aquenios redondeados a subcilíndricos, 1.5 mm de largo, casi sin costillas, pilosos; vilano blanco, la serie interna de cerdas caedizas de 4 mm de largo, la exterior de cerdas de 0.2 mm de largo.

## Distribución y hábitat
Es una especie ruderal que se encuentra frecuente en sitios alterados, en la zona atlántica; a una altitud de 0–150 metros; fl y fr todo el año; como maleza pantropical ampliamente distribuida. 

## Taxonomía
Cyanthillium cinereum fue descrita por (Carl Linnaeus) H.Rob y publicado en Proceedings of the Biological Society of Washington 103(1): 252. 1990.
Sinónimos
- Blumea chinensis (L.) DC.
- Conyza chinensis L.
- Conyza cinerea L.
- Serratula cinerea (L.) Roxb.
- Vernonia cinerea (L.) Less.[4]
- Blumea esquirolii H.Lév. & Vaniot
- Cacalia arguta Kuntze
- Cacalia cinerea (L.) Kuntze
- Cacalia erigerodes Kuntze
- Cacalia exilis Kuntze
- Cacalia kroneana Kuntze
- Cacalia linifolia DC.
- Cacalia rotundifolia Willd.
- Cacalia vialis Kuntze
- Calea cordata Lour.
- Cineraria glaberrima Spreng. ex DC.
- Conyza heterophylla Lam.
- Conyza incana DC.
- Conyza prolifera Lam.
- Crassocephalum flatmense Hochst. & Steud. ex DC.
- Cyanopis decurrens Zoll. & Mor.
- Eupatorium arboreum Reinw. ex de Vriese
- Eupatorium myosotifolium Jacq.
- Eupatorium sinuatum Lour.
- Pteronia tomentosa Lour.
- Seneciodes cinerea (L.)
- Seneciodes cinereum (L.) Kuntze ex Kuntze
- Vernonia abbreviata DC.
- Vernonia arguta Baker
- Vernonia betonicaefolia Baker
- Vernonia exilis Miq.
- Vernonia fasciculata Blume
- Vernonia kroneana Miq.
- Vernonia vialis DC.[5]